# Manuel Recalde
Manuel Recalde – piłkarz paragwajski, bramkarz.
Recalde był piłkarzem klubu Club Libertad.
Wziął udział w turnieju Copa América 1923, gdzie Paragwaj zajął trzecie miejsce. Recalde zagrał tylko w meczu z Urugwajem, gdzie stracił 2 bramki. W pozostałych meczach bramki paragwajskiej strzegł Modesto Denis.
Następnie wziął udział w turnieju Copa América 1926, gdzie Paragwaj zajął czwarte miejsce. Recalde zagrał w fatalnym, pierwszym meczu z Argentyną, w którym stracił aż 8 bramek. W pozostałych meczach w bramce Paragwaju stał Modesto Denis.